# Awa Thiam
Awa Thiam também conhecida como Hawa Dia Thiam ou Awa Dia Thiam (Senegal, 1950) é uma escritora, antropóloga e política feminista senegalesa. É autora em 1978 La parole aux négresses, o primeiro texto africano no qual se denunciam abertamente a poligamia, o dote ou a mutilação genital. Na actualidade é deputada da Assembleia Nacional de Senegal e Presidente da Comissão da Saúde, a População e Assuntos Sociais e da Solidariedade Nacional.